# 孔繁
孔繁（1930年6月—2019年10月16日），男，汉族，山东东平人，中国当代哲学史家、思想史家、宗教学家，中国社会科学院荣誉学部委员。历任中国社会科学院世界宗教研究所所长，中国宗教学会会长，中国孔子基金会副会长，国际儒学联合会荣誉顾问，国际宗教史学会终身会员，中国社会科学院研究员，博士生导师等。
孔繁长期从事中国哲学史和思想史的研究工作，曾任《文史哲》主编，《世界宗教研究》主编，《国际儒学研究》主编。为中国哲学史和思想史、中国宗教史（儒释道）和世界宗教史的研究做出过开创性的工作和贡献。

## 生平
1946年11月参加工作，任职于晋冀鲁豫野战军政工训练队。1946年11月加入中国共产党。1947年3月至1949年4月:第二野战军政治部秘书处；1949年5月至1949年10月:第二野战军前委秘书处；11月至1954年8月:中共中央西南局机要科。
1954年9月进入北京大学哲学系学习，1958年8月毕业。1958年9月至1974年2月在北京大学哲学系工作。1974年2月至1979年3月在山东大学《文史哲》编辑部工作，任主编。1979年3月至1980年11月在中共中央宣传部理论局工作。1980年11月至1996年4月。在中国社会科学院世界宗教研究所工作，任副所长，党组书记，所长。中国社会科学院研究生院宗教系主任。1991年起享受国务院颁发的政府特殊津贴。
2019年10月16日因病在北京逝世，享年90岁。

## 论著

### 独著
- 《魏晋玄学和文学》，中国社会科学出版社，1987
- 《魏晋玄谈》，辽宁教育出版社，1991
- 《荀子评传》，南京大学出版社1997
- 《孔繁哲学文集》，国际文化出版公司2000

### 合著
- 《中国哲学史》，人民出版社，1964
- 《中国哲学发展史》，人民出版社，1988
- 《儒学通论》